# Oskari Frösén
Oskari Frösén (Kristinestad, 24 de janeiro de 1976) é um atleta de salto em comprimento finlandês.